# Goczałkowice-Zdrój (plaats)
Goczałkowice-Zdrój is een dorp in de Poolse woiwodschap Silezië. De plaats maakt deel uit van de gemeente Goczałkowice-Zdrój en telt 6245 inwoners.